# Dipseudopsis limbarenica
Dipseudopsis limbarenica là một loài Trichoptera trong họ Dipseudopsidae. Chúng phân bố ở vùng nhiệt đới châu Phi.